# Prodidomus clarki
Prodidomus clarki är en spindelart som beskrevs av Cooke 1964. Prodidomus clarki ingår i släktet Prodidomus och familjen Prodidomidae. Inga underarter finns listade i Catalogue of Life.